# مانی (کاساناره)
مانی (انگلیسی: Maní, Casanare) نام شهری در کشور کلمبیا است.